# Paranthrene chrysoidea
Paranthrene chrysoidea is een vlinder uit de familie van de wespvlinders (Sesiidae). De wetenschappelijke naam van de soort is voor het eerst geldig gepubliceerd in 1932 door Zukowsky.